# USS Samuel B. Roberts (DD-823)
USS Samuel B. Roberts (DD-823) là một tàu khu trục lớp Gearing được Hải quân Hoa Kỳ chế tạo vào giai đoạn cuối Chiến tranh Thế giới thứ hai. Nó là chiếc tàu chiến thứ hai của Hải quân Mỹ được đặt theo tên hạ sĩ quan Samuel B. Roberts (1921-1942) phục vụ trên tàu vận tải USS Bellatrix (AK-20), người đã tử trận khi giúp triệt thoái binh lính Thủy quân Lục chiến trong Chiến dịch Guadalcanal và được truy tặng Huân chương Chữ thập Hải quân. Hoàn tất khi chiến tranh đã kết thúc, con tàu tiếp tục phục vụ trong giai đoạn Chiến tranh Lạnh và Chiến tranh Việt Nam cho đến năm 1970; nó bị đánh chìm như một mục tiêu một năm sau đó.

## Thiết kế và chế tạo
Samuel B. Roberts được đặt lườn tại xưởng tàu của hãng Consolidated Steel Corporation ở Orange, Texas vào ngày 27 tháng 6 năm 1945. Nó được hạ thủy vào ngày 30 tháng 11 năm 1945; được đỡ đầu bởi bà Roberts, mẹ thủy thủ Roberts, và nhập biên chế vào ngày 22 tháng 12 năm 1946 dưới quyền chỉ huy của Hạm trưởng, Trung tá Hải quân C. T. Doss.

## Lịch sử hoạt động

### 1947 - 1953
Sau khi hoàn tất việc chạy thử máy huấn luyện tại khu vực vịnh Guantánamo, Cuba vào tháng 2 năm 1947, Samuel B. Roberts gia nhập Hạm đội Đại Tây Dương. Nó tham gia các cuộc cơ động hạm đội trước khi được phái sang Địa Trung Hải vào tháng 1 năm 1948 để phục vụ cùng Đệ Lục hạm đội. Quay trở về Hoa Kỳ vào tháng 6, nó hoạt động dọc theo vùng bờ Đông Hoa Kỳ trong một năm tiếp theo trước khi thực hiện chuyến đi thứ hai sang vùng biển Bắc Âu từ tháng 5 đến tháng 9 năm 1949.
Sau những hoạt động thường lệ dọc theo vùng bờ Đông Đại Tây Dương. Samuel B. Roberts lên đường đi sagn Địa Trung Hải vào tháng 3 năm 1950, nơi nó phục vụ cùng Đệ Lục hạm đội cho đến tháng 10. Sau khi quay trở về nhà, nó tiếp nối các hoạt động huấn luyện và bảo trì cho đến khi lại lên đường đi Scotland vào ngày 10 tháng 9 năm 1952 để tham gia Chiến dịch Mainbrace, một cuộc tập trận phối hợp hải quân các nước thành viên Khối NATO, rồi tiếp tục hành trình đi sang Địa Trung Hải để gia nhập Đệ Lục hạm đội. Đến tháng 11, nó quay trở lại vùng biển Bắc Âu trước khi lên đường quay trở về nhà, về đến Newport, Rhode Island vào ngày 29 tháng 1 năm 1953.

### 1953 - 1958
Samuel B. Roberts hoạt động tại khu vực bờ biển Đại Tây Dương và vùng biển Caribe trong năm 1953 cho đến ngày 3 tháng 8 năm 1954, khi nó được điều sang hoạt động tại khu vực Tây Thái Bình Dương. Con tàu băng qua kênh đào Panama bắt đầu một chuyến đi vòng quanh thế giới, và trong năm tháng đã hoạt động tại vùng biển chung quanh Nhật Bản và Philippines. Hành trình quay trở về nhà của nó ngang qua Ấn Độ Dương, kênh đào Suez và Địa Trung Hải, về đến Newport vào ngày 14 tháng 3 năm 1955. Trong thời gian còn lại của năm, nó hoạt động tại chỗ, và vào tháng 7 đã phục vụ canh phòng dọc tuyến đường bay khi Tổng thống Dwight D. Eisenhower trên đường đi tham dự Hội nghị Geneva.
Những hoạt động thường lệ tại vùng bờ Đông được tiếp nối trong năm 1956, cho đến khi Samuel B. Roberts lên đường đi sang Địa Trung Hải vào ngày 27 tháng 9. Được cử sang phục vụ cùng Lực lượng Trung Đông, nó khởi hành vào ngày 25 tháng 10 để hướng sang vịnh Ba Tư, và đã băng qua kênh đào Suez trong đêm 27-28 tháng 10, trở thành tàu chiến cuối cùng vượt qua kênh đào trước khi nó đóng cửa do vụ Khủng hoảng kênh đào Suez, cuộc xung đột quân sự giữa Ai Cập với Anh, Pháp và Israel sau khi Ai Cập quốc hữu hóa kênh đào. Con tàu hoạt động tại khu vực Ấn Độ Dương, Pakistan, Ấn Độ và Đông Phi cho đến khi quay trở về nhà qua ngã mũi Hảo Vọng và Brazil, về đến Newport vào ngày 14 tháng 3 năm 1957.
Ngoại trừ một chuyến đi thực tập dành cho học viên sĩ quan đến Rio de Janeiro, Brazil, Samuel B. Roberts tiếp tục hoạt động tại chỗ từ Newport cho đến giữa tháng 9 năm 1957, khi nó lên đường tham gia một cuộc tập trận của Khối NATO tại vùng biển Bắc Âu; nó quay trở về Hoa Kỳ vào ngày 22 tháng 10. Sau một đợt đại tu kéo dài ba tháng, nó lên đường đi sang vùng biển Caribe vào tháng 3 năm 1958 để thực hành huấn luyện. Tuy nhiên việc huấn luyện bị tạm dừng đột ngột vào tháng 5, khi con tàu được khẩn cấp phái sang Venezuela để chuẩn bị di tản công dân Hoa Kỳ, sau khi xảy ra bạo loạn sau chuyến viếng thăm của Phó tổng thống Richard Nixon đến các nước Nam Mỹ. Đến ngày 15 tháng 5, tình hình ổn định trở lại và con tàu được thay phiên để quay trở về Newport.
Sang tháng 7, Samuel B. Roberts được lệnh đi đến Morehead City, North Carolina, để sáp nhập cùng các tàu đổ bộ nhằm vận chuyển binh lính Thủy quân Lục chiến sang tăng cường cho khu vực Địa Trung Hải, sau khi xảy ra vụ khủng hoảng chính trị tại Liban. Đến ngày 25 tháng 7, việc tăng cường lực lượng không còn cần thiết, và chiếc tàu khu trục đã hộ tống các tàu vận tải đi đến Puerto Rico, rồi sau đó trong thành phần Hải đội Khu trục 10, nó tiếp tục đi sang khu vực Đông Địa Trung Hải. Đến nơi vào ngày 10 tháng 8, nó tuần tra ngoài khơi Liban từ ngày 17 tháng 8 đến ngày 25 tháng 8, và một lượt nữa từ ngày 2 đến ngày 20 tháng 9, sẵn sàng bắn đạn pháo hỗ trợ xuống bãoi đổ bộ nếu cần thiết. Con tàu băng qua kênh đào Suez vào ngày 17 tháng 9 để đi sang vùng vịnh Ba Tư trong vài tuần, rồi quay trở lại kênh đào vào ngày 19 tháng 10 cho hành trình quay trở về nhà. Con tàu đi ngang qua Gibraltar vào ngày 4 tháng 11, và về đến Hoa Kỳ vào ngày 13 tháng 11.

### 1959 - 1966
Samuel B. Roberts quay trở lại hoạt động tại vùng bờ Đông Hoa Kỳ cho đến ngày 15 tháng 6, 1959, khi nó khởi hành từ Newport trong thành phần Lực lượng Đặc nhiệm 47 để tham gia Chiến dịch Inland Seas, đi dọc theo sông Saint Lawrence tham dự lễ khánh thành tuyến đường thủy St. Lawrence nối liền Đại Tây Dương với Ngũ Đại Hồ, nghi lễ do Tổng thống Dwight D. Eisenhower và Nữ hoàng Elizabeth II của Anh đồng chủ trì. Sau lễ khánh thành, chiếc tàu khu trục đã băng qua hồ Ontario và hồ Erie để đi đến Detroit, Michigan vào ngày 3 tháng 7, và đến ngày 20 tháng 7 đã đi đến hồ Michigan cùng đội tàu khu trục đầu tiên đã băng qua cả năm hồ lớn này. Nó bắt đầu hướng trở ra Đại Tây Dương từ ngày 27 tháng 7, và về đến Newport vào ngày 12 tháng 9.
Sau một giai đoạn hoạt động thường lệ tại vùng bờ Đông, Samuel B. Roberts lại được phái sang phục vụ cùng Đệ Lục hạm đội tại Địa Trung Hải từ ngày 31 tháng 3, 1960. Nó băng qua kênh đào Suez vào ngày 29 tháng 5 để gia nhập Lực lượng Trung Đông, rồi quay trở lại Địa Trung Hải cùng Đệ Lục hạm đội vào ngày 30 tháng 6; con tàu kết thúc lượt hoạt động và quay trở về Newport vào ngày 15 tháng 10. Nó trải qua phần lớn thời gian của năm 1961 trong Xưởng hải quân Philadelphia để được nâng cấp trong khuôn khổ Chương trình Hồi sinh và Hiện đại hóa Hạm đội (FRAM: Fleet Rehabilitation and Modernization), nơi nó được sửa chữa và nâng cấp để kéo dài vòng đời hoạt động thêm 10 đến 20 năm, đồng thời nâng cao năng lực tác chiến. Nó quay trở lại Newport vào ngày 26 tháng 2, 1962 và tiếp tục hoạt động thường lệ dọc theo vùng bờ Đông trong thời gian còn lại của năm 1962 và phần lớn năm 1963. Từ tháng 4 đến tháng 6 năm đó, nó tham gia vào việc tìm kiếm chiếc tàu ngầm Thresher (SSN-593) bị mất tích tại vùng biển ngoài khơi New England.
Vào tháng 10, 1963, Samuel B. Roberts tiếp nối việc phục vụ tại nước ngoài; trong hai năm tiếp theo nó đã luân phiên những hoạt động tại vùng biển Đại Tây Dương với những đợt phục vụ cùng Đệ Lục hạm đội. Vào mùa Thu năm 1965, nó đi xuống phía Nam và băng qua kênh đào Panama để chuyển sang khu vực Tây Thái Bình Dương, và gia nhập Đệ Thất hạm đội. Chiếc tàu khu trục hoạt động chủ yếu ngoài khơi bờ biển Việt Nam và vùng biển Philippines cho đến ngày 19 tháng 2, 1966, khi nó lên đường quay trở về nhà qua ngã Ấn Độ Dương, kênh đào Suez và Địa Trung Hải. Hoàn tất chuyến đi vòng quanh thế giới, nó về đến Newport, Rhode Island vào ngày 8 tháng 4, và tiếp tục những hoạt động thường lệ tại vùng bờ biển Đại Tây Dương và vùng biển Caribe cho đến ngày 8 tháng 12, khi nó lại được phái sang hoạt động tại vùng biển Địa Trung Hải.

### 1967 - 1971

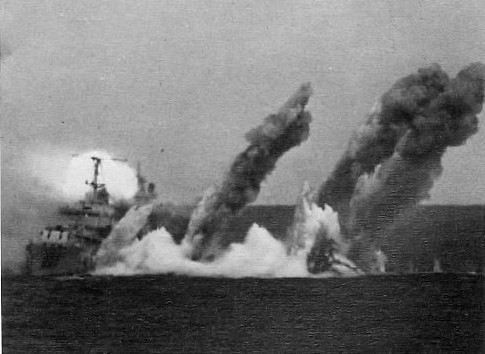
Samuel B. Roberts đang bị các máy bay A-6 Intruder thuộc Phi đội VFA-34 đánh chìm như một mục tiêu thực tập, năm 1971.

Samuel B. Roberts quay trở về Newport vào ngày 20 tháng 3, và tiếp tục những hoạt động thường lệ tại vùng bờ Đông và vùng biển Caribe cho đến ngày 10 tháng 1, 1968, khi nó lên đường cho lượt phục vụ tiếp theo tại Địa Trung Hải, rồi quay trở về Newport vào ngày 17 tháng 5. Trong thời gian còn lại của năm đó, nó quay trở lại hoạt động huấn luyện, tập trận và bảo trì tại vùng biển Đại Tây Dương trước khi được phái sang Địa Trung Hải lần sau cùng vào ngày 22 tháng 11, 1969. Con tàu đã đi qua các eo biển Dardanelles và Bosphorus để tiến vào Hắc Hải từ ngày 9 đến ngày 12 tháng 12, và quay trở về Newport vào ngày 22 tháng 5, 1970.
Vào tháng 8, 1970, một ủy ban thanh tra đã khảo sát Samuel B. Roberts và kết luận con tàu không còn phù hợp để tiếp tục phục vụ. Nó được cho xuất biên chế đồng thời rút tên khỏi danh sách Đăng bạ Hải quân vào ngày 2 tháng 11, và đưa về Hạm đội Dự bị Đại Tây Dương, neo đậu tại Philadelphia, Pennsylvania. Con tàu bị loại bỏ như một mục tiêu thực hành bởi những máy bay A-6 Intruder thuộc Phi đội VFA-34 xuất phát từ tàu sân bay Enterprise (CVN-65) vào ngày 14 tháng 11, 1971. Chiếc tàu khu trục bị đánh chìm tại vị trí cách 195 nmi (361 km) về phía Bắc Puerto Rico. Xác tàu đắm nghỉ yên tại tọa độ 21°42.8′B 65°55.1′T / 21,7133°B 65,9183°T, ở độ sâu 3.000 sải (5.500 m).